# Hirere Falls
Die Hirere Falls sind ein zweistufiger Wasserfall im Fiordland-Nationalpark auf der Südinsel Neuseelands. Er liegt im Lauf eines namenlosen Bachs, der unweit hinter dem Wasserfall in südwestlicher Fließrichtung in den Clinton River mündt. Seine Gesamtfallhöhe beträgt rund 420 Meter, die höchste Fallstufe misst 220 Meter.
Die zweite Tagesetappe des Milford Track zwischen der Clinton Hut und der Mintaro Hut führt auf der ersten Hälfte der Strecke in einiger Entfernung am Wasserfall vorbei.